# 尹子維
尹子維（英語：Terence wan，1975年5月19日—），暱稱「Terence」，母親是香港電影演員胡燕妮，因此他擁有四分之一德國血統。

## 簡介
尹子維有一名兄長，早年就讀美國阿罕布拉马凯博高中（1993年畢業），後在1997年於柏克萊加州大學完成哲學學士學位。他曾演出多部電影，後來被唱片公司力邀推出唱片，但反應一般。直至2005年跟吳彥祖、連凱及陳子聰組成男子音樂組合Alive推出單曲《阿當的抉擇》，其中在吳彥祖親自執導的電影《四大天王》中，播放一段為博宣傳而利用傳媒的片段，成為眾矢之的，傳媒更發起杯葛Alive行動，直至於2006年4月Alive為該事情向公眾作中道歉而宣布解散。

## 家庭
尹子維的父母是60年代香港電影演員康威（本名尹建平）和胡燕妮，哥哥尹子洋是律师。姑姐是香港作家、媒體人及前電視台編劇尹懷文。
2024年2月18日，尹子維与徐冬冬宣布訂婚。

## 音樂作品

### 2000年代
- 2000年：《鐵了心》（國語）

### 2010年代
- 2011年：《透明》（粵語EP）
- 2014年：《T》（粵國語專輯）

## 派台歌曲成績
| 派台歌曲成績 | 派台歌曲成績 | 派台歌曲成績 | 派台歌曲成績 | 派台歌曲成績 | 派台歌曲成績 | 派台歌曲成績 |
| ------------ | ------------ | ------------ | ------------ | ------------ | ------------ | ------------ |
| 大碟         | 歌曲         | 903          | RTHK         | 997          | TVB          | 備註         |
| 2014年       |              |              |              |              |              |              |
| T            | 打翻回憶     | -            | -            | -            | -            |              |

| 各台冠軍歌總數 | 各台冠軍歌總數 | 各台冠軍歌總數 | 各台冠軍歌總數 | 各台冠軍歌總數    |
| -------------- | -------------- | -------------- | -------------- | ----------------- |
| 903            | RTHK           | 997            | TVB            | 備註              |
| 0              | 0              | 0              | 0              | 四台冠軍歌總數：0 |

（*）表示仍在榜上

## 作品

### 電影

#### 1980年代
- 1981年：《天真有牙》飾 加威勇士

#### 1990年代
- 1998年：《美少年之戀》飾 K.S.
- 1998年：《幻影特攻》飾 Alien（狂龍/異形）
- 1999年：《半支煙》飾 大濟
- 1999年：《特警新人類》飾 Tooth
- 1999年：《週末狂熱》飾 Sonia（女）/Stephen（男）

#### 2000年代
- 2000年：《神偷次世代》飾 阿龍
- 2000年：《薰衣草》飾 拉小提琴的天使
- 2000年：《炭燒凶咒》飾 PJ
- 2000年：《漂流街》(日本) 飾 Riku
- 2001年：《疊影殺機》飾 李警官
- 2001年：《絕色神偷》飾 白骨
- 2001年：《二五傳說》飾 Peter
- 2001年：《千年等一天》飾 杜強
- 2001年：《不死情謎》飾 Night
- 2001年：《願望樹》飾 望洋
- 2002年：《生存還是毀滅3之特警新人王》(日本) 飾 Fon
- 2002年：《黑狐》飾 Dino
- 2002年：《黑俠II》飾 Dr. David
- 2003年：《一屋兩火》飾 Szeto Ginyi
- 2003年：《黑白森林》飾 火眼Cyclops
- 2003年：《左輪右妳》飾
- 2003年：《龍虎英雄》飾 Tiger
- 2003年：《古墓丽影：生命的摇篮》(美國) 飾 Xien
- 2003年：《PTU女警絕處逢生》飾
- 2004年：《環遊世界80天》飾 廣州十虎
- 2004年：《新警察故事》飾 Fire
- 2004年：《五鼠斗御貓》飾 展昭
- 2005年：《天生絕配》飾 私家偵探黃杰（假冒楊書槐）
- 2005年：《千杯不醉》飾 浪子
- 2005年：《雀聖2自摸天后》飾 子雄
- 2006年：《春田花花同學會》飾 匪徒
- 2006年：《二十一點殺陣》飾
- 2006年：《四大天王》飾
- 2006年：《寶貝計劃》飾 Max Hung
- 2006年：《鬼計》飾
- 2007年：《恐懼元素》飾 田勁
- 2007年：《新忠烈图》飾 博多津
- 2009年：《游龙戏凤》飾 Joseph

#### 2010年代
- 2011年：《單身男女》飾 Owen
- 2011年：《奪命金》飾 宋先生
- 2012年：《寒战》飾 杜文
- 2012年：《鐵拳》
- 2013年：《特殊身份》
- 2014年：《屍城》飾 風哥
- 2015年：《迷城》飾
- 2015年：《戀愛中的城市》
- 2016年：《国酒》飾 程玉峰
- 2016年：《寒战II》飾 杜文
- 2016年：《S風暴》飾 鄧兆鴻
- 2017年：《合約男女》
- 2018年：《审判者1》飾  王樹
- 2019年：《解放·終局營救》飾  李梹

#### 2020年代
- 2021年：《大嫂歸來》(網絡電影)
- 2021年：《误杀2》
- 2022年：《欲望迷宫》(網絡電影)
- 2022年：《鱼妖志》(網絡電影)
- 2022年：《局中劫》(網絡電影)
- 2022年：《落魄保镖之危机疑云》(網絡電影)
- 2022年：《枪神赵子龙》(網絡電影)
- 2023年：《木偶驚魂》(網絡電影)
- 2023年：《拯救嫌疑人》
- 2024年：《狂蟒之災》(網絡電影)
- 2024年：《前途海量》(網絡電影)
- 2024年：《醉后一拳》(網絡電影)
- 2024年：《三更客栈》(網絡電影)
- 2024年：《误杀3》
- 2025年：《笑傲江湖》饰 任我行

### 微電影

#### 2010年代
- 2014年：《臻爱383》飾 高子俊

### 电视剧(無綫電視)
| 首播   | 劇名                          | 角色    |
| 2007年 | 森之愛情第七集《45度的Bunny》 | Terence |

### 电视剧(亞洲電視)
| 首播   | 劇名   | 角色  |
| 2003年 | 嫁錯媽 | Terry |

### 电视剧(香港電台)
| 首播   | 劇名                 | 角色                  |
| 2009年 | 海關故事《劍魚行動》 | 古偉琛( 海關高級督察) |

### 电视剧(香港電視網絡)
| 首播   | 劇集                        | 角色                          | 性質           |
| 2015年 | 第二人生 Second Life        | 靳國強（O記）                 | 兩大男主角之一 |
| 2015年 | 還來得及再愛你 Love in Time | 喬治·史賓莎（George Spenser） | 第二男主角     |

### 电视剧(中国大陆)
| 首播   | 劇名           | 角色   |
| 2015年 | 他来了，请闭眼 | 藺漪陽 |
| 2015年 | 温州两家人     | 姜逊成 |
| 2019年 | 善始善终       | 马斯戒 |
| 2023年 | 特工任务       | 托尼   |
| 2024年 | 唐人街探案2    | 黄海   |
| 2024年 | 邊水往事       | 杰森栗 |
| 待播   | 古乐风华录     | 玄舟   |

### 电视剧(日本)
| 首播   | 劇名       | 角色   |
| 2012年 | Strangers6 | 東永裴 |

### 电子游戏
- 香港秘密警察 （2012）